# Шарангович, Егор Александрович
Его́р Алекса́ндрович Шаранго́вич (бел. Ягор Аляксандравіч Шаранговіч; 6 июня 1998, Минск) — белорусский хоккеист, центральный нападающий клуба «Калгари Флэймз».

## Игровая карьера
Свою хоккейную карьеру Шарангович начал в специализированной детско-юношеской спортивной школе Мингорисполкома, после чего в 2013 году оказался в системе минского «Динамо». В 2014 году он был переведён по возрасту в команду «Динамо-Раубичи», выступавшую в тот момент в Высшей лиге чемпионата Беларуси, и провёл в ней два сезона. Летом 2016 года Егор пополнил состав молодёжной сборной Беларуси для участия в Белорусской экстралиге, где в 38 встречах сумел отметиться 28 очками. Шарангович являлся участником драфта НХЛ 2016 года, но так и не был выбран ни одной из команд.
3 августа 2017 года Егор подписал контракт с основной командой минского «Динамо». 23 августа 2017 года он дебютировал в Континентальной хоккейной лиге в матче против клуба «Йокерит», где провёл 13 минут на льду, но не отметился результативными действиями. Сыграл за клуб 47 матчей, в которых набрал 12 (4+8) очков.
Шарангович неоднократно привлекался к играм юниорской и молодёжной сборной Беларуси. 2 мая 2017 года он был включён в окончательный состав на взрослый чемпионата мира, на котором отыграл 7 матчей и сумел заработать три очка.
На драфте НХЛ 2018 года в Далласе выбран под общим 141-м номером клубом «Нью-Джерси Девилз», и был отправлен в фарм-клуб «Бингемптон Девилз» (АХЛ). Форвард набрал 25 (10+15) очков в 57 матчах при 4 минутах штрафа и показателе полезности «+13». Летом 2020 года был отдан в аренду обратно в минское «Динамо». В сезоне 2020/21 в 34 матчах регулярного чемпионата КХЛ, забросил 17 шайб и отдал 8 результативных передач при показателе полезности «+11», и в декабре 2020 года был отозван обратно в «Нью-Джерси Девилз».
Дебют белорусского нападающего в НХЛ состоялся 14 января 2021 года в матче против «Бостон Брюинз», в котором он провел на льду 17 минут и 23 секунды. 16 января 2021 года забросил первую шайбу в НХЛ, принеся своей команде победу в овертайме в матче с «Бостон Брюинз». Лучший хоккеист Белоруссии 2021 года по версии Parimatch. Занял второе место в рейтинге лучших спортсменов Белоруссии 2021 года по версии Parimatch.
28 июня 2023 года был обменян в «Калгари Флэймз».

## Статистика
| Легенда | Легенда                    | Легенда | Легенда                   | Легенда | Легенда    |
| ------- | -------------------------- | ------- | ------------------------- | ------- | ---------- |
| И       | Количество проведённых игр | Штр     | Штрафное время            | +/−     | Плюс-минус |
| Г       | Голы                       | П       | Голевые передачи          | О       | Очки       |
| -       | Статистика неизвестна      | —       | Статистика не учитывалась |         |            |

## Личное
Стал официальным представителем БК Betera (Беларусь): 2022 